# Hamilton Richardson
Pour les articles homonymes, voir Richardson.
Ham Richardson, né le 24 août 1933 à Bâton-Rouge et décédé le 5 novembre 2006, est un joueur de tennis américain.

## Palmarès

### Finale en simple
- Tournoi de Cincinnati : finaliste en 1950 et 1953

### Autres performances en simple
- Internationaux de France : demi-finaliste en 1955
- Tournoi de Wimbledon : demi-finaliste en 1956
- US National Champ's : demi-finaliste en 1952 et 1954

### Victoires en double
- US Open : 1958

### Finales en double
- US open : 1956

### Finale en double mixte
|   | Date     | Nom et lieu du tournoi              | Cat.      | ($) | Surf.        | Vainqueurs                | Partenaire       | Score    |          |
| 1 | 08/01/53 | Australian Championships, Melbourne | G. Chelem |     | Herbe (ext.) | Julia Sampson Rex Hartwig | Maureen Connolly | 6-4, 6-3 | Parcours |